# 13 de desembre
El 13 de desembre és el tres-cents quaranta-setè dia de l'any del calendari gregorià i el tres-cents quaranta-vuitè en els anys de traspàs. Queden divuit dies per finalitzar l'any.

## Esdeveniments
Països Catalans
- 1931 - Cornellà de Llobregat: Es funda la Vidrieria de Cornellà Societat Obrera Cooperativa, cooperativa clau en la indústria del vidre a Catalunya i en el desenvolupament fabril de la ciutat.[1]
- 1951 - Barcelona: s'hi celebra clandestinament, a l'interior de la llibreria Catalònia, la primera edició de la Nit de Santa Llúcia.[2]
- 1968 - Barcelona: Maria Aurèlia Capmany guanya el premi Sant Jordi amb Un lloc entre els morts.[3]
- 1996 - Barcelona: Un grup d'intel·lectuals creen, al CCCB el Foro Babel amb la intenció d'esdevenir un grup de pressió a favor de l'ús del castellà a Catalunya.
- 2009 - Santa Coloma de Gramenet: Entra en funcionament el primer tram de la línia 9 del metro de Barcelona, la primera línia de metro totalment automàtica de la xarxa i de la península Ibèrica.
- 2009 - Catalunya: Se celebra a 166 municipis una consulta popular sobre la independència de Catalunya amb la pregunta «Està d'acord que la nació catalana esdevingui un estat de dret, independent, democràtic i social, integrat en la Unió Europea?»).

Resta del món
- 1474 - Segòvia, Espanya: Isabel de Castella és proclamada reina de Castella.
- 1545 - Trento, Itàlia: S'inicia el Concili de Trento.
- 1819 - Alabama, EUA: Es funda el Comtat de Jefferson d'Alabama.
- 1913 - París, França: el Museu del Louvre recupera el quadre de Leonardo da Vinci La Gioconda, robada l'agost de 1911.
- 1974 - Malta esdevé una república.
- 1977 - Es publica la cançó Stayin' Alive.
- 1981 - Nova York, EUA: Javier Pérez de Cuéllar és escollit Secretari General de les Nacions Unides.
- 1996 - Nova York, EUA: Kofi Annan és escollit Secretari General de les Nacions Unides.
- 2001 - Índia: militars armat realitzen un cop d'estat fallit al parlament d'aquest país asiàtic.
- 2003 - Tikrit, Iraq: Saddam Hussein és capturat per tropes nord-americanes.
- 2012 - País Basc: Iñigo Urkullu, del PNB, és nomenat Lehendakari del Govern Basc i Euskadi.

### Informàtica
```
 
13 de desembre
```

- El 2013 —fa 11 anys— Valve llançà el sistema operatiu SteamOS.

## Naixements
Països Catalans
- 1798 - Mataró: Jaume Isern i Colomer, organista, pedagog i compositor mataroní.
- 1835 - Puigcerdà: inscripció al registre de la parròquia de Pere Borrell del Caso, pintor.
- 1840 - Artés, Bages: Frederic Faura i Prat, meteoròleg i eclesiàstic català.
- 1859 - Sabadell: Narcisa Freixas i Cruells, compositora catalana i pedagoga musical.[4]
- 1868 - Barcelona: Francesc Moragas i Barret, advocat i economista català.
- 1886 - Solsona: Tomàs Boix i Soler, pintor català.
- 1895 - Súria: Salvador Perarnau i Canal, poeta i Mestre en Gai Saber.
- 1876 - Barcelona: Ricard Canals i Llambí va ésser un pintor, dibuixant i gravador català.
- 1918 - Barcelona: Teresa Rovira i Comas, bibliotecària catalana, filla d'Antoni Rovira i Virgili.[5]
- 1919 - Torelló: Carme Espona i Grau, soprano i pedagoga musical catalana (m. 2010).[6]
- 1923 - Barcelona: Antoni Tàpies, pintor català.
- 1937 - Badalona: Josep Lluís i Cortés, jugador i entrenador de bàsquet.
- 1959 - Moià: Marcel·lí Antúnez Roca, artista català.
- 1965 - Alacant: Genoveva Reig Ribelles, empresària i política valenciana.[7]
- 1987 - Barcelona: Berta Velasco Casals, jugadora de futbol sala catalana.[8]

Resta del món
- 1521 - Grottammare, Itàlia: Felice Peretti di Montalto seria conegut com el Papa Sixt V[9]
- 1588 - Roma: Catherine de Vivonne, amfitriona del primer saló literari parisenc, a l'Hôtel de Rambouillet (m. 1665).[10]
- 1778 - Reisling: Johann Christian Markwort, tenor i escriptor musical alemany.
- 1815 - Trebel'ovce, Hongriaː Pálné Veresː mestra hongaresa defensora de l'educació de les dones.[11]
- 1826 - Bolonya: Carolina Rosati, ballarina italiana (m. 1905).[12]
- 1839 - Valenciennes: Edma Morisot, pintora francesa pionera de l'impressionisme.[13]
- 1871 - Victoria, Canadà: Emily Carr, pintora i escriptora canadenca (m. 1945).[14]
- 1877 - Saint-Chamond, França: Edmond Locard, criminòleg i metge forense.
- 1886 - Guanajuato, Mèxic: Diego Rivera, pintor mexicà.[15]
- 1893 - Codaesti, província de Vaslui: Ana Pauker, líder comunista romanesa que fou Ministra d'Afers Exteriors (m.1960).[16]
- 1895 - Madridː Lucía Sánchez Saornil, poeta, militant anarquista i feminista espanyola.[17]
- 1900 - Richmond (Indiana), Estats Units d'Amèrica: Norman Foster, director, actor i guionista estatunidenc.
- 1911 - Skedsmo, Noruega: Trygve Haavelmo, economista noruec. Premi Nobel d'Economia de l'any 1989 (m. 1999).
- 1915 - Los Gatos, Califòrnia, Estats Units d'Amèrica: Ross Macdonald, novel·lista canadenc-estatunidenc.
- 1920 - Nova York, Nova York (EUA): George P. Shultz, economista, empresari i polític nord-americà, Secretari d'Estat durant la presidència de Ronald Reagan.
- 1923 - Indianapolis, Indiana (EUA): Philip Warren Anderson, físic nord-americà, Premi Nobel de Física de l'any 1977.
- 1925 - West Plains, Missouri (EUA): Dick Van Dyke, actor de cinema i televisió estatunidenc.[18]
- 1928 - Madrid, Espanya: Natividad Macho Álvarez, més coneguda pel seu nom artístic, Nati Mistral, actriu i cantant espanyola.[19]
- 1929 - Toronto, Ontario, Canadà: Christopher Plummer, actor canadenc (m. 2021).
- 1935 - 
  - Madrid: Lidia Falcón, advocada i periodista, dinamitzadora i activista des dels anys seixanta de la causa feminista.[20]
  - Istanbul: Türkân Saylan, metgessa turca que treballà contra la lepra i a favor de l'educació de les noies.[21]
- 1945 - Morelia, Mèxic: Ludivina García Arias, historiadora i política socialista espanyola, filla d'exiliats de la guerra civil.[22]
- 1952 - Campbon (França): Jean Rouaud, escriptor i periodista francès, Premi Goncourt 1990.[23]
- 1953 - Augusta, Geòrgia (EUA): Ben Bernanke, economista nord-americà, expresident de la Reserva Federal, el banc central dels Estats Units.[24]
- 1957 - Brooklyn, Nova York (EUA): Steve Buscemi, actor estatunidenc de cinema i televisió.
- 1960 - Lefkoşa: Sibel Siber, política turcoxipriota, la primera dona Primera Ministra de la República Turca de Xipre del Nord.[25]
- 1965 - Madrid: María Dolores de Cospedal García, jurista i política espanyola.[26]
- 1970 - Kirchdorf an der Krems, Àustria: Gerlinde Kaltenbrunner, alpinista austríaca que ha fet els 14 cims de 8.000 m. del món.[27]
- 1981 - Sant Sebastià, País Basc: Jule Goikoetxea Mentxaka, filòsofa política, escriptora i activista feminista basca.[28]
- 1989 - Reading, Pensilvània, EUA: Taylor Swift, cantant i actriu Estatunidenca.

## Necrològiques
Països Catalans
- 1924 - Barcelona: Mercè Abella, actriu catalana de l'últim terç del segle xix.[29]
- 1925 - Torrelodones, Madrid: Antoni Maura, polític espanyol (n. 1853).
- 2006 - València: Olga Poliakoff, ballarina i coreògrafa valenciana (n. 1921).[30]
- 2012 - València: Andreu Alfaro, escultor relacionat amb el Grup Parpalló (n. 1929).
- 2014 - Barcelona: Joan Barril i Cuixart, escriptor i periodista català (n. 1952).
- 2020 - La Floresta, Sant Cugat del Vallès: Josep Pla-Narbona, pintor, dibuixant, escultor i dissenyador gràfic (n. 1928).[31]

Resta del món
- 1204, Fosfat, Egipte: rabí Moisès ben Maimon, Maimònides, teòleg jueu.
- 1302 - Lieja, Principat de Lieja: Adolf II de Waldeck, príncep-bisbe.
- 1466 - Florència, República de Florència: Donatello, pintor italià.[32]
- 1574 - Istanbul, Imperi Otomà: Selim II, soldà de l'Imperi Otomà des de 1566 fins al 1574.
- 1641 - Moulins, Alier: Jeanne-Françoise Frémiot de Chantal, religiosa i santa francesa, fundadora de l'Orde de la Visitació (n. 1572).[33]
- 1812 - Viena: Marianne von Martínez, compositora, pianista i cantant austríaca (n. 1744).[34]
- 1813 - Pequín (Xina): Louis Antoine de Poirot fou un jesuïta francès, pintor, missioner a la Xina (n. 1735)
- 1822 - Viena: Franz Xaver Gebauer, compositor, professor, mestre de capella i director de cors.
- 1870 - Gènova (Itàlia): Pascual Madoz Ibáñez, polític liberal espanyol (n. 1806).
- 1930 - Graz, Àustria: Fritz Pregl, físic austríac, Premi Nobel de Física de 1923 (n. 1869).
- 1935 - Lió, França: François Auguste Victor Grignard, químic francès, Premi Nobel de Química de l'any 1912 (n. 1871).
- 1944 - Neuilly-sur-Seine, França: Vassili Kandinski, pintor rus (n. 1866).
- 1946 - Alacant, Espanya: María Espinosa de los Monteros, activista, feminista i política (n. 1875).[35]
- 1955 - Lisboa (Portugal): António Egas Moniz, neuròleg portuguès, Premi Nobel de Medicina o Fisiologia de 1949 (n. 1874).
- 1959 - Copenhaguen, Dinamarca: Ingrid Vang Nyman, il·lustradora danesa, autora dels dibuixos originals de Pippi Långstrump (n. 1916).[36]
- 1971 - París, França: Dita Parlo, actriu cinematogràfica.
- 1996 - Beijing (Xina): Cao Yu (xinès tradicional: 曹禺, xinès simplificat: 曹禺, pinyin: Cáo Yǔ),escriptor xinès contemporani, al que s'ha considerat com el millor dramaturg en llengua xinesa del segle xx (n. 1910).[37]
- 2006:
  - Anvers, Bèlgica: Robert Long, cantautor.
  - Oakland, Califòrnia (EUA): Thomas Schelling, economista estatunidenc, Premi Nobel d'Economia de l'any 2005.
- 2009:
  - París, França: Dominique Zardi, actor francès.
  - Belmont, Massachusetts (EUA): Paul Samuelson, economista estatunidenc, Premi Nobel d'Economia de l'any 1970 (n. 1915).
- 2019, Darmstadt, Alemanya: Gudrun Zapf von Hesse, tipògrafa alemanya.[38]
- 2021 - Madrid: Verónica Forqué, actriu espanyola, guardonada amb quatre Premis Goya (n. 1955).[39]

## Festes i commemoracions
- Festa local de Caldes d'Estrac a la comarca del Maresme
- Nit de Santa Llúcia
- Santoral:
  - Santa Llúcia, verge i màrtir;
  - sant Antíoc de Sulcis, màrtir;
  - Eustraci, Ausensi, Eugeni, Mardari, Orestes i Antíoc, màrtirs;
  - Judoc de Dumnònia, rei i eremita;
  - venerable Jerònima Llobet;
  - Vakhtang I Gorgasal, rei (data del calendari julià: correspon al 30 de novembre gregorià, només a l'Església Ortodoxa Georgiana);
  - Dosoftei, bisbe (només a l'Església Ortodoxa Romanesa).